# Althepus erectus
Espèce
Althepus erectus est une espèce d'araignées aranéomorphes de la famille des Psilodercidae.

## Distribution
Cette espèce est endémique de la province de Houaphan au Laos,. Elle se rencontre dans la grotte Tham Mak Sak.

## Description
Le mâle holotype mesure 5,24 mm.

## Publication originale
- Li, Li & Jäger, 2014 : Six new species of the spider family Ochyroceratidae Fage 1912 (Arachnida: Araneae) from southeast Asia. Zootaxa, no 3768, p. 119-138 (texte intégral).